# Прапор Узбекистану
Прапор Узбекистану являє собою прямокутне полотнище зі співвідношенням сторін 1:2 і складається з трьох горизонтальних рівновеликих смуг блакитного, білого і зеленого кольорів. Біла смуга зверху і знизу окантована червоними лініями. На блакитній смузі в підстави зображені півмісяць і 12 п'ятипроменевих зірок білого кольору.
12 зірок репрезентують 12 адміністративних частин (вілоятів) країни. Блакитна смуга символізує небо, біла — справедливість, зелена — гостинність. Дві червоні вузькі смуги символізують силу. Півмісяць символізує відновлення державності та традиційну ісламську культуру, до якої належить більшість населення країни.
Дата прийняття: 18 листопада 1991 року.

### Конструкція прапора
|                     |
| Конструкція прапора |

## Історичні прапори

Прапор Узбецької РСР

У складі Радянського Союзу країна мала офіційну назву Узбецька Радянська Соціалістична Республіка (Узбецька РСР, УзРСР), і використовувала радянську державну символіку.